# Alen Pavšar
Alen Pavšar, slovenski filmski režiser, filmski in video producent ter učitelj, * 5. marec 1987.
Leta 2009 je pod mentorstvom Janeza Lapajneta diplomiral na Akademiji za multimedije v Ljubljani. Leta 2014 je izšel njegov celovečerni film Vloga za Emo, ki je prejel tudi Zlato rolo, bil je tudi najbolj gledan slovenski film tistega leta. Oktobra 2023 je izdal mladinski film z naslovom Šepet metulja, ki je v prvih dneh predvajanja v slovenskih kinematografih presegel 10.000 gledalcev, kasneje pa prejel tudi prvo Zlato rolo za 25.000 ogledov filma.
Uči v Šolskem centru Celje in na Srednji šoli za strojništvo, mehatroniko in medije. Poleg profesorja Dušana Vešligaja poučuje strokovne predmete, ki so povezani s snemanjem in video montažo.